# Église Saint-Martin de Genneteil
L'église Saint-Martin est une église catholique située à Genneteil, en France.

## Localisation
L'église est située dans le département français de Maine-et-Loire, sur la commune de Genneteil.

## Historique

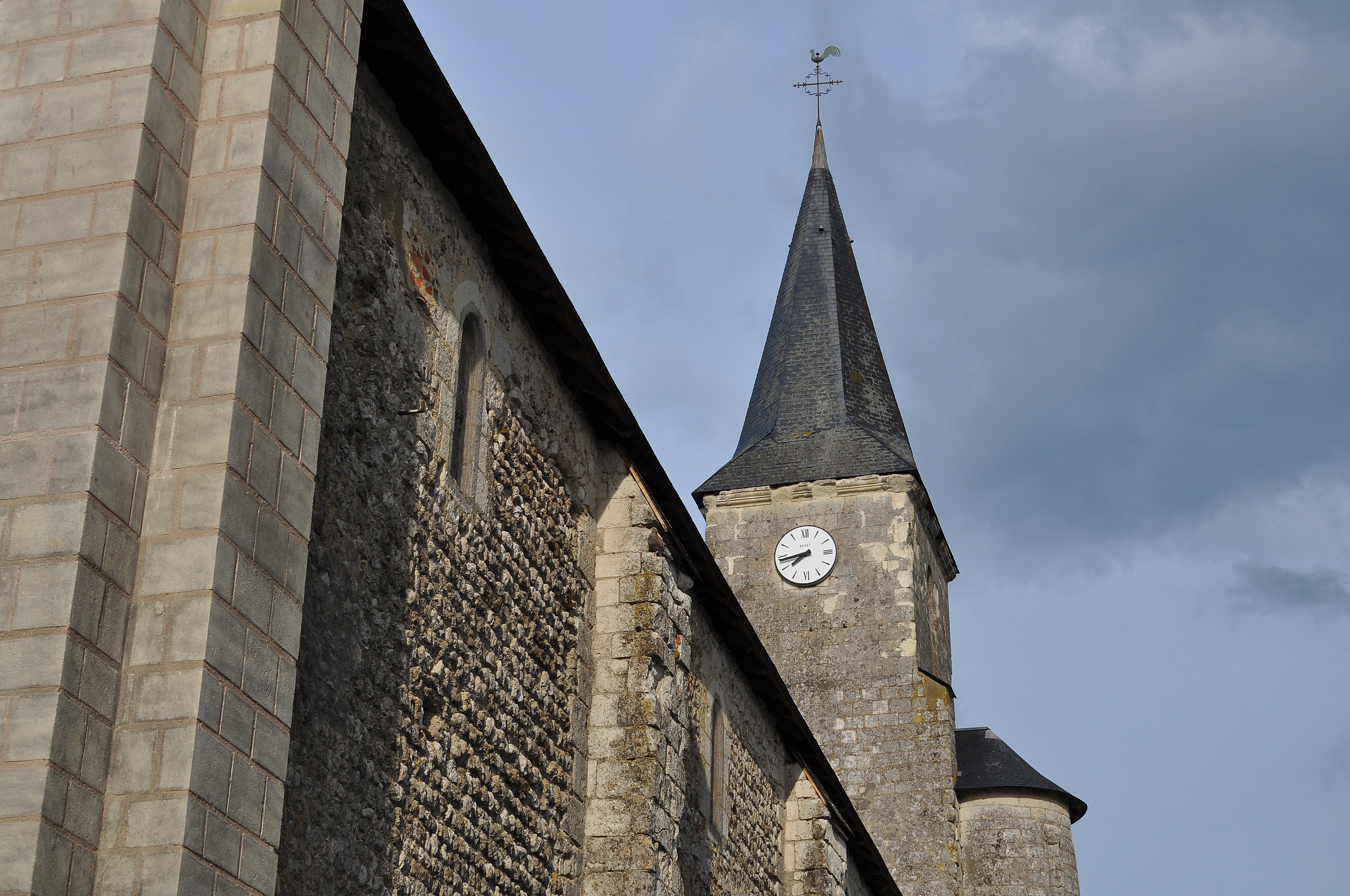
Clocher de l'église

Une villa appartenant au chapitre de la basilique Saint-Martin de Tours y existait en 774. Une chapelle y est mentionnée en 862. Un acte du pouvoir royal du Xe siècle confirme cette possession. Les actes concernant l'église ont été détruits dans l'incendie des archives de Saint-Martin, mais l'inventaire des titres consacrés à la prévôté d'Anjou conservé à la mairie de Genneteil montre que les chanoines de Saint-Martin de Tours avaient la présentation de la cure de l'église de Genneteil jusqu'à la Révolution. Les actes de cet inventaire montrent que le chœur a été restauré en 1688-1690. Les toitures ont été restaurées au XIXe siècle.
La plus grande partie de l'église date du XIIe siècle.

## Protection
L'édifice est classé au titre des monuments historiques le 13 novembre 1969.

## Description
L'église est à nef unique se terminant par trois absides en échelon mais les absidioles latérales ne communiquent pas avec la nef ne sont accessibles que par le chœur. Elles forment un faux transept.
La nef de 28 m de long et de 13 m de large est couverte d'une charpente datant probablement du XVe siècle. La nef était éclairée de chaque côté par quatre petites fenêtres à arc en plein cintre de 1,20 m par 0,35 m côté sud et de 1,60 m par 0,35 m côté nord. Au XVe siècle, une grande fenêtre a été percée à l'est du mur sud.
Des peintures murales très effacées se voient sur le mur nord.
Au-delà de l'arc triomphal se trouve le chœur voûté en plein cintre.
Un clocher a été construit au-dessus du croisillon sud du faux transept.